# Provincia de Moxos
La provincia de Moxos es una provincia de Bolivia ubicada en el departamento del Beni, en el extremo sur, y que tiene como su capital a la ciudad de San Ignacio de Moxos. Limita al sur con el departamento de Cochabamba y tiene una superficie de 33 316 km², y una población de 21 114 habitantes (INE 2012). con una densidad de 0,63 hab/km², siendo una de las más bajas a nivel nacional.

## Historia
La actual provincia de Moxos forma parte de la región de los Moxos, lugar donde se desarrolló la cultura hidráulica de las Lomas hace posiblemente más de 2700 años. Durante esa época se crearon estructuras de lomas con una variedad de funciones, muchas de ellas relacionadas con enormes complejos de otras formas de obras de tierra tales como  camellones, terraplenes y canales.
Durante la época de la colonia, el territorio de Moxos pasó por diferentes jurisdicciones. En 1559 fue creada por el rey Felipe II de España la Real Audiencia de Charcas, dentro de la cual se encontraba el territorio de Moxos. La real audiencia a su vez fue un órgano judicial dentro del Virreinato del Perú.
Durante el siglo XVI se fundaron numerosas reducciones en el territorio de la actual provincia de Moxos, como parte de la evangelización en América promovida por los reyes de España. El 1 de noviembre de 1689 fue fundada la reducción de San Ignacio de Loyola (actual San Ignacio de Moxos) por los padres Antonio de Orellana y Álvaro de Mendoza.
El 5 de agosto de 1777 fue creado el gobierno político y militar de Moxos a partir de una Cédula Real, quedando el territorio de la actual provincia dentro de esta área administrativa. El mismo año, el 27 de octubre, fue creado de forma permanente el virreinato del Río de la Plata, pasando el gobierno de Moxos a estar incluido dentro de este nuevo virreinato. 
El 3 de diciembre de 1937 se promulgó un decreto ley durante el gobierno de Germán Busch, creando las provincias Marbán y General José Ballivián. En esta ley se estableció que la capital de la provincia de Marbán sería San Ignacio de Moxos. Sin embargo el 27 de noviembre de 1941, durante el gobierno de Enrique Peñaranda, se promulgó una ley que creó la nueva provincia de Moxos, separándose de la provincia de Marbán. De esta manera San Ignacio se estableció como la capital de la  provincial de Moxos, y Loreto pasó a ser la capital de la provincia de Marbán.

## Geografía
En la provincia se hallan las tres zonas geomorfológicas del departamento del Beni: serranía subandina, escudo precámbrico y la gran llanura de Moxos.
La provincia de Moxos limita por el noroeste con la provincia de Yacuma, en el suroeste con la provincia del General José Ballivián, al sur con el departamento de Cochabamba, en el sureste con la provincia de Marbán, y en el noreste con la provincia de Cercado.
La provincia de Moxos es atravesada por numerosos ríos de la Cuenca del Amazonas, y cuenta con varios lagos y lagunas de tamaño considerable. Los ríos más importantes de la provincia son el Mamoré, el Tijamuchi, el Apere y el Secure. Algunas de las lagunas más importantes son la laguna Isireri, la laguna San Antonio y la laguna Las Cutas.

## Demografía
De acuerdo con el censo boliviano de 2024, la población de la provincia de Moxos es de 25 528 habitantes.
La población de la provincia ha aumentado casi a la mitad en las últimas tres décadas:
| Año  | Habitantes | Fuente |
| ---- | ---------- | ------ |
| 1992 | 17.602     | Censo  |
| 2001 | 20.496     | Censo  |
| 2012 | 21.114     | Censo  |
| 2024 | 25.528     | Censo  |

## Municipios
La provincia de Moxos está compuesta de un solo municipio, que es el de San Ignacio de Moxos. Este municipio a su vez cuenta con la localidad de San Ignacio de Moxos, que es la capital provincial, además de nueve otras localidades que son: Finlandia, San Miguel, Santa Clara, Nueva Conquista, Trinidadcito, San Bernardo, Santo Domingo, Puerto San Mateo y San Juan de Ichoa.